# Carolina del Norte
Carolina del Norte (en inglés, North Carolina; pronunciación AFI: [ˈnɔɹθ ˌkæɹəˈlaɪ̯nə]) es uno de los cincuenta estados que, junto con Washington D. C., forman los Estados Unidos de América. Su capital es Raleigh y su ciudad más poblada, Charlotte.
Está ubicado en la región Sur del país, división Atlántico Sur, limitando al norte con Virginia, al este con el océano Atlántico, al sur con Carolina del Sur, al suroeste con Georgia y al oeste con Tennessee. Con 9,535.483 habs. en 2010 es el noveno estado más poblado, por detrás de California, Texas, Nueva York, Florida, Illinois, Pensilvania, Ohio, Míchigan y Georgia. Fue admitido en la Unión el 21 de noviembre de 1789, como el estado número 12.
Aquí se fundó la primera colonia británica en América y fue una de las Trece Colonias británicas secesionistas. El nombre del estado fue elegido por el rey Carlos II de Inglaterra, en honor a su padre, el rey Carlos I. Carolina del Norte tiene tres áreas metropolitanas cuyas poblaciones superan el millón de habitantes. Según el censo de los Estados Unidos de 2010, su población era de 9 535 483 habitantes, un 18,46 % más que en el Censo del año 2000. Es el tercer estado más poblado del sudeste del país, por detrás de Florida y de Georgia. Carolina del Norte es el vigésimo octavo mayor en los Estados Unidos y el décimo más poblado de los 50 estados de los Estados Unidos.
Debido a la variedad de elevaciones, desde el nivel del mar en la costa hasta 2.000 metros en las montañas, Carolina del Norte tiene uno de los climas más variados de los estados del sureste del país. El clima en la costa y el centro de Carolina del Norte es similar al clima de Georgia y Carolina del Sur, mientras que en las montañas del oeste es similar al de Nueva Inglaterra. Siendo así, el clima del estado varía desde un cálido y húmedo clima subtropical cerca de la costa, hasta un clima húmedo continental en las montañas.

## Historia

### Pueblos amerindios
En sus comienzos Carolina del Norte fue habitada por diferentes pueblos nativos, entre los que se encontraban las naciones cheroqui, tuscarora, cheraw, pamlico, meherrin, coree, machapunga, cape fear, xaxhaw, saponi, tutelo, waccamaw, coharie y catawba.

### Descubrimiento y exploración

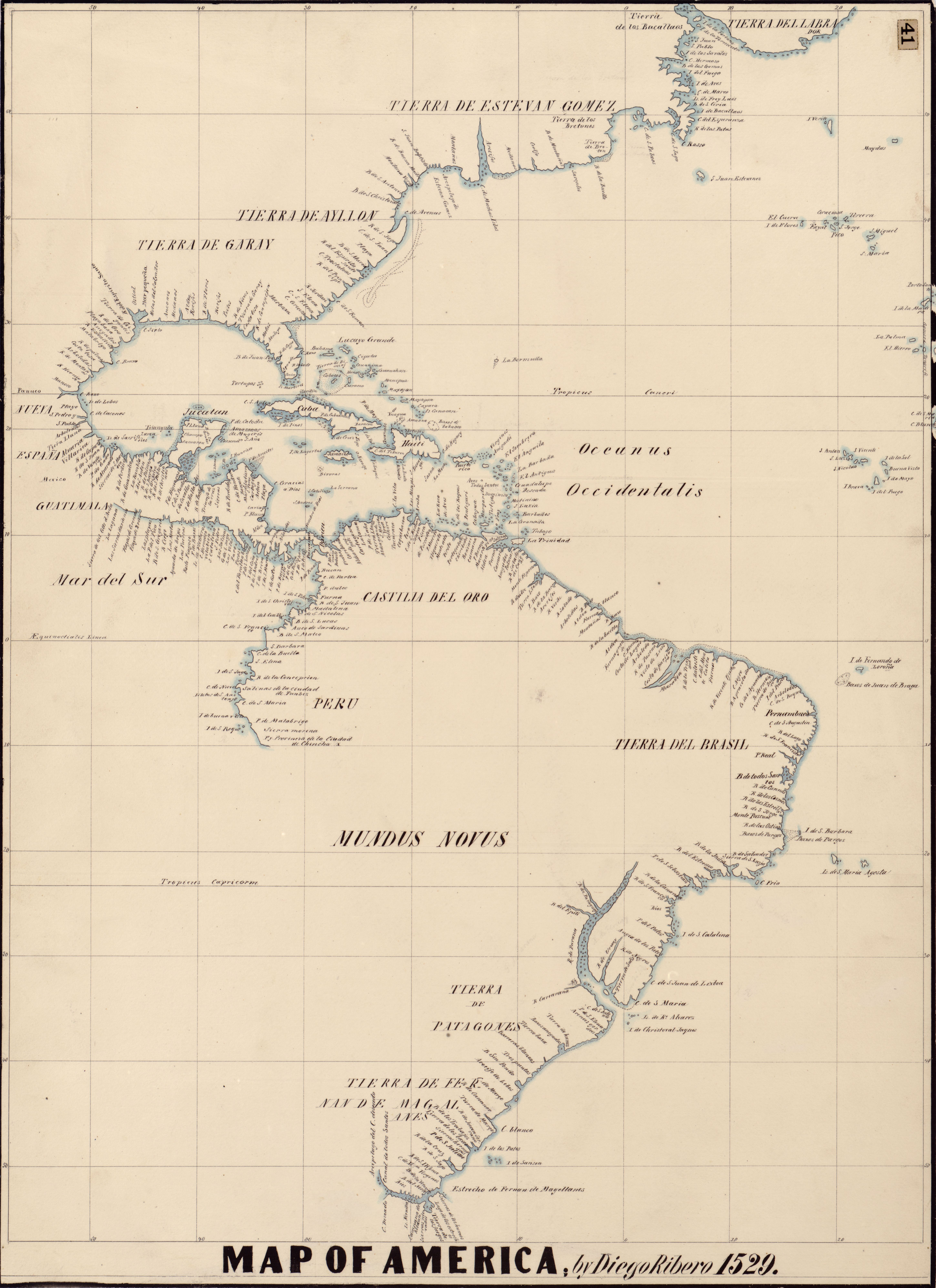
Detalle de la costa americana, mapa del cartógrafo Diego Ribeiro de 1529, donde la parte sur de la costa este de los actuales EE. UU. lleva el nombre de «Tierra de Ayllón».

En 1523, Lucas Vázquez de Ayllón, y con autorización del emperador Carlos I de España, organizó una expedición para buscar el pasaje norte a las Islas de las Especias, explorando la costa este del actual Estados Unidos (estados de Virginia y Carolina del Norte). En 1526, Vázquez de Ayllón fue el primer europeo en explorar y trazar un mapa de la bahía de Chesapeake. Estableció un breve poblado al que llamó «San Miguel de Guadalupe»; la localización de ese poblado es discutida, y algunos autores la sitúan en lo que posteriormente fue la ciudad de Jamestown (Virginia), y otros en la desembocadura del río Pee Dee.
En 1567, el capitán Juan Pardo dirigió una expedición hacia el interior para reclamar el área para la colonia española de la Florida, así como crear otra ruta para proteger las minas de plata en México. Pardo hizo una base de invierno en Joara, que rebautizó como Cuenca. La expedición construyó el Fuerte de San Juan y dejó a 30 hombres en él, mientras que Pardo viajó más lejos y construyó y dejó personal en otros cinco fuertes. Volvió por una ruta diferente a Santa Elena en Parris Island, Carolina del Sur, a continuación, al centro de la Florida española. En la primavera de 1568, los indígenas mataron a todos los soldados y quemaron los seis fuertes construidos en el interior, incluido el Fuerte de San Juan. Aunque los españoles nunca regresaron al interior, este fue el primer intento europeo de colonización del interior de lo que se convirtió posteriormente en los Estados Unidos. Un diario del siglo XVI de Pardo escrito por su ayudante Bandera y otros hallazgos arqueológicos encontrados desde 1986 en Joara lo han confirmado.
En 1584, la reina Isabel I de Inglaterra, concedió una carta a sir Walter Raleigh, en donde nombraba a la actual capital del estado de Carolina del Norte (por entonces Virginia) con el nombre de Raleigh. Raleigh estableció dos colonias sobre la costa a finales de 1580, pero ambas acabarían en el fracaso, entre ellas la Colonia de Roanoke. Ese era el segundo territorio que los británicos intentaron colonizar en el continente. Virginia Dare fue la primera persona de padres ingleses nacida en América, y su nacimiento fue en Carolina del Norte. Lo que ocurrió con ella y los demás colonos de Roanoke es un misterio.

### Periodo colonial

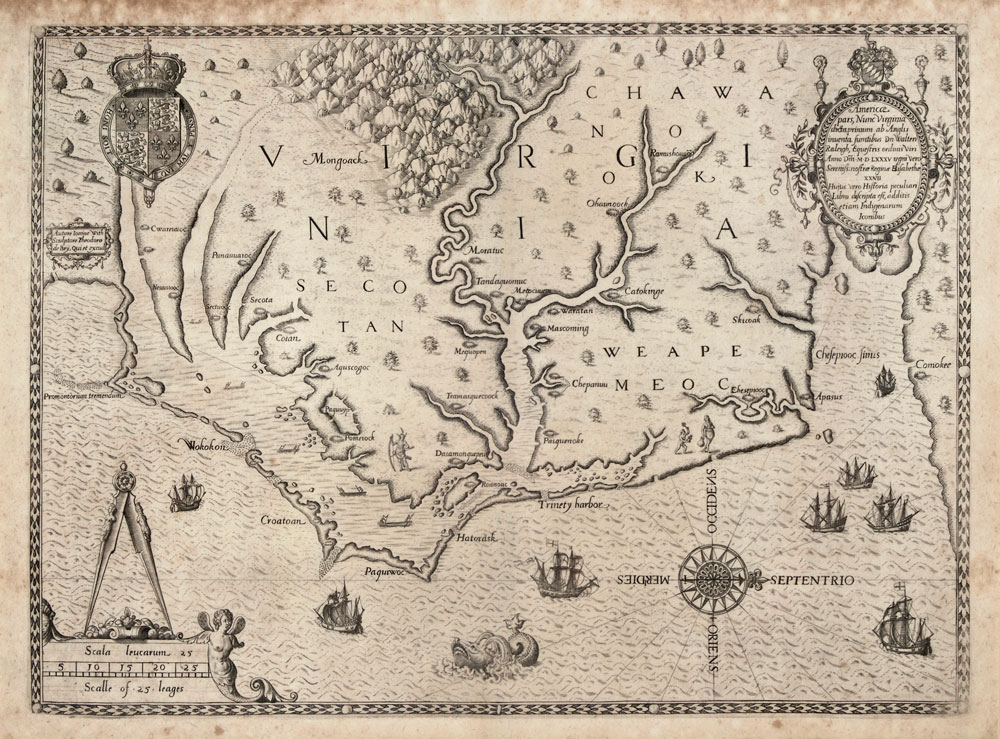
Mapa de la costa de Virginia y Carolina del Norte, dibujado hacia 1585–1586 por Theodor de Bry.

Los primeros colonos permanentes europeos de Carolina del Norte fueron los colonos británicos que emigraron al sur de Virginia después de un rápido crecimiento de la colonia y la posterior escasez de las tierras agrícolas disponibles. Nathaniel Batts fue documentado como uno de los primeros de estos virginianos emigrantes. Se instalaron al sur del río Chowan y al este del Great Dismal Swamp en 1655. En 1663, esta zona nororiental de la provincia de Carolina, conocida como Albemarle Settlements, sufría el asentamiento británico. Durante el mismo periodo, el rey Carlos II de Inglaterra dio la provincia a un grupo de nobles que lo habían ayudado a que lo restituyeran como rey en 1660. La nueva provincia de Carolina fue nombrada en honor y memoria al rey Carlos I de Inglaterra. En 1710, debido a discusiones de la gobernación, la colonia de Carolina se dividió en Carolina del Norte y Carolina del Sur. En 1729, Carolina del Norte se convirtió en una colonia independiente, con la excepción de las explotaciones de John Carteret, segundo Earl Granville, que se convirtió en una colonia real diecisiete años más tarde. Las diferencias en los modos de asentamiento de la parte oriental y occidental de Carolina del Norte afectaron a la vida política, económica y social del estado desde el siglo XVIII hasta el siglo XX. El este del estado fue colonizado en gran parte por inmigrantes de Inglaterra y de las Highlands de Escocia. El oeste fue colonizado en gran parte por los escoceses, irlandeses y protestantes de Alemania.

### Independencia
El 12 de abril de 1776, la colonia se convirtió en la primera en tener a sus delegados en el Congreso Continental y votar a favor de la independencia de la Corona británica. Las fechas de ambos acontecimientos que están relacionados con la independencia son conmemoradas sobre la bandera estatal y el sello del estado. A lo largo de la Guerra Revolucionaria estalló una feroz guerra de guerrillas entre bandas que estaban a favor de la independencia y otros que estaban a favor de las colonias británicas. En algunos casos, la guerra fue también una excusa para arreglar asuntos privados, rencores y rivalidades. Una victoria importante de Estados Unidos en la guerra tuvo lugar en el King's Pinnacle, a lo largo de la frontera entre Carolina del Norte y Carolina del Sur. La victoria estadounidense en el Kings Mountain le dio más posibilidades a los colonos a favor de la independencia de lograr su objetivo al impedir que el Ejército británico reclutara nuevos soldados.
Como el ejército británico se trasladó al norte tras las victorias logradas en Charleston y Camden (Carolina del Sur), el Ejército Continental del Sur y las milicias locales se prepararon para hacerle frente. Tras la victoria del general Daniel Morgan en la Batalla de Cowpens el 17 de enero de 1781 sobre el comandante de la caballería británica, Banastre Tarleton, el comandante del sur, Nathanael Greene, condujo a lord Charles Cornwallis a través del centro de Carolina del Norte, lejos de su base. Esta campaña se la conoce como "La carrera hacia el Dan" o "La carrera hacia el río".

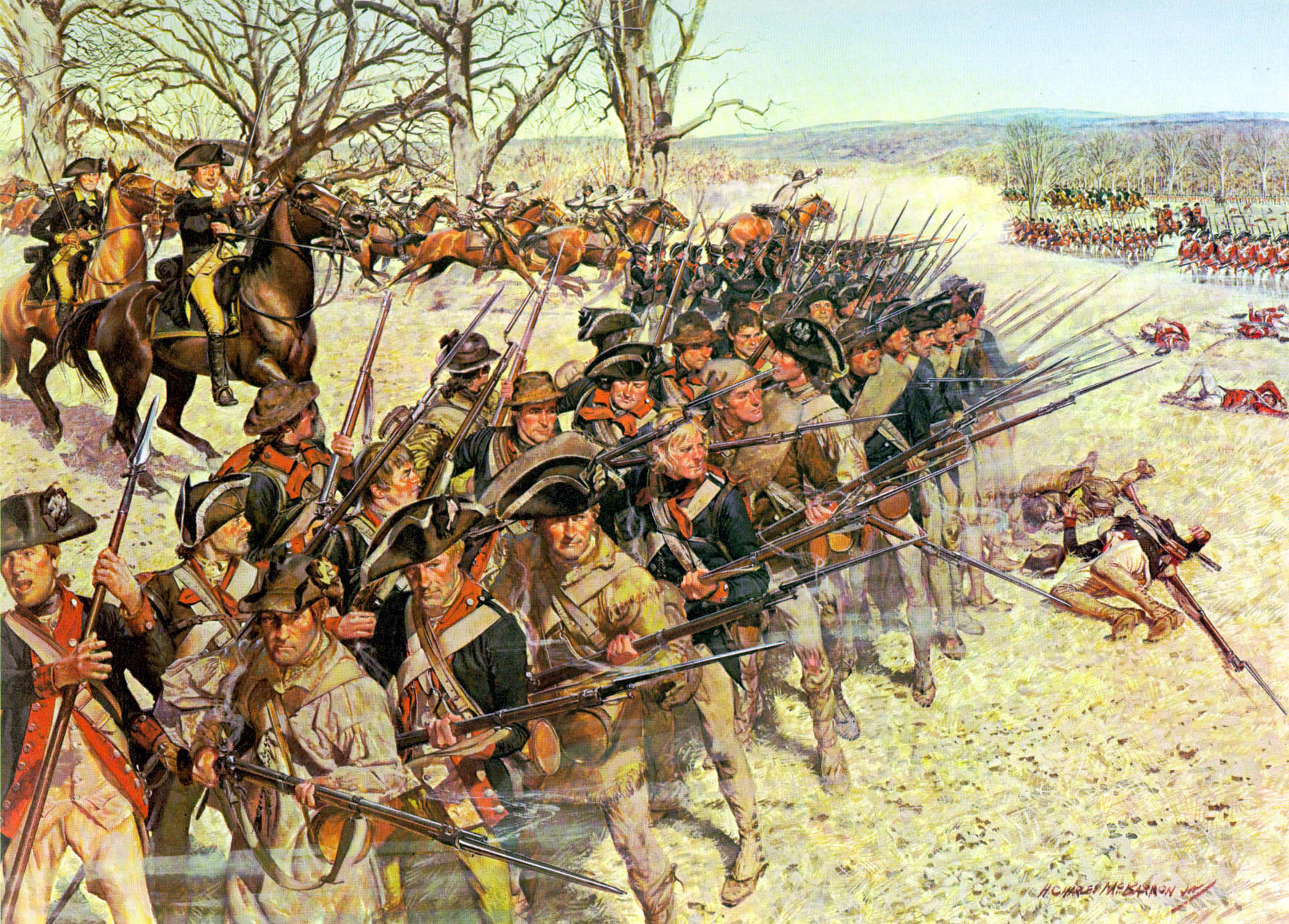
El 1.º Regimiento de Maryland formando en línea durante la batalla de Guilford, librada en marzo de 1781 en el contexto de la guerra de Independencia de los Estados Unidos

Los generales Greene y Cornwallis finalmente se enfrentaron en la Batalla de Guilford Courthouse, en la actual Greensboro, el 15 de marzo de 1781, donde las bajas británicas fueron superiores a las sufridas por los estadounidenses. Tras esta "victoria pírrica", Cornwallis optó por trasladarse a la costa de Virginia para obtener refuerzos y para permitir que la Marina Real Británica protegiera a su ejército. Esta decisión daría lugar a la derrota final de Cornwallis en Yorktown, Virginia, en 1781. La victoria de los patriotas garantizó la independencia estadounidense.
El 21 de noviembre de 1789, Carolina del Norte se convirtió en el duodécimo estado en aprobar la Constitución. A diferencia de muchos otros estados del Sur, Carolina del Norte nunca desarrolló una aristocracia poseedora de esclavos dominante y la clase media tendía a controlar el gobierno. La mayor parte de las plantaciones fueron ubicadas en la zona oriental de Tidewater. Al occidente no solía haber muchos agricultores de subsistencia. A mediados del siglo XIX, la zona rural y las zonas comerciales fueron conectadas por la construcción de una carretera de 208 km.

### Periodo prebélico
El 25 de octubre de 1836 comenzó la construcción del Ferrocarril Raleigh-Wilmington, para conectar el puerto de la ciudad de Wilmington con la capital del estado, Raleigh. En 1849 se construyó el Ferrocarril de Carolina del Norte, con el fin de ampliar el ferrocarril para que pasara también por Greensboro, High Point y Charlotte. Durante la Guerra civil el ferrocarril Raleigh-Wilmington sería vital para la distribución de suministros enviados desde Wilmington, a través de Raleigh, a Richmond, Virginia.
Durante el periodo prebélico, Carolina del Norte fue un estado totalmente rural. En 1860 solo una ciudad, la ciudad portuaria de Wilmington, tenía una población de más de 10 000 habitantes. En Raleigh, la capital del estado, había apenas poco más de 5000 residentes.
Aunque en Carolina del Norte la esclavitud representaba un menor porcentaje de la población que en algunos estados del Sur, según el censo de 1860, el 33 % de la población (de 992 622 personas), eran esclavos afroamericanos. Los esclavos vivían y trabajaban en las plantaciones, principalmente en la zona oriental de Tidewater. Además, 30 463 negros libres vivían en el estado, principalmente concentrados en la zona oriental de la planicie costera, en especial en torno a los puertos, como Wilmington y New Bern. Los afroamericanos libres no estuvieron autorizados a votar hasta 1835.

### Guerra Civil

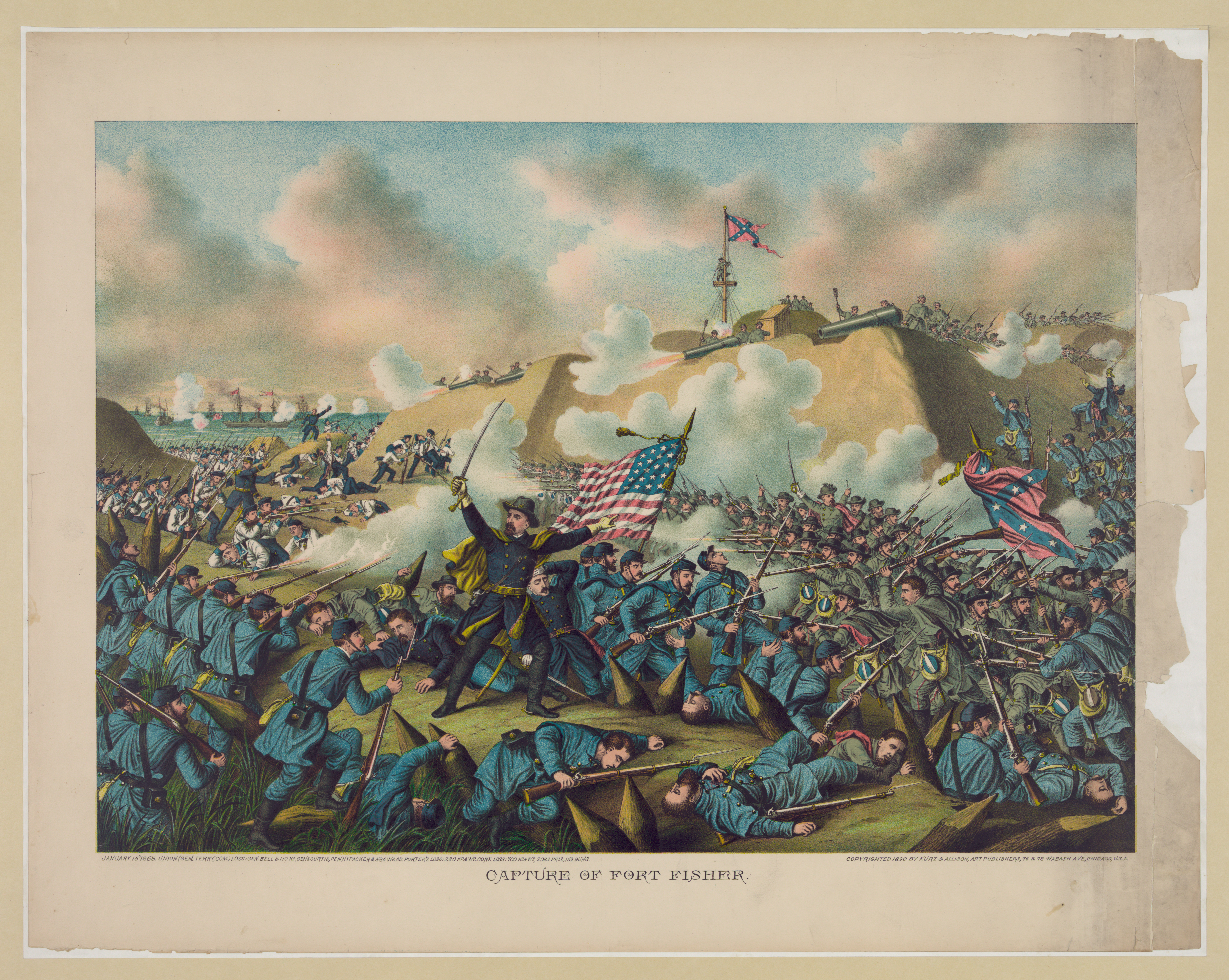
Las fuerzas de la Unión tomando Fort Fisher en 1865.

En 1860, Carolina del Norte era un estado esclavista, con una población de esclavos que comprendía aproximadamente un tercio de la población, una proporción menor que muchos estados del Sur. El estado se negó a unirse a los Estados Confederados de América hasta que el presidente Abraham Lincoln insistió en que invadiera su estado "hermano", Carolina del Sur. El estado fue un lugar de pocas batallas, pero le proporcionaba 125.000 soldados a los Estados Confederados de América, mucho más que cualquier otro estado. Alrededor de 40.000 de esos efectivos nunca regresaron a sus hogares, algunos murieron de enfermedad, por las heridas ocasionadas en el campo de batalla y privaciones. Electo en 1862, el gobernador Zebulon Baird Vance trató de mantener la autonomía estatal contra el presidente de los Estados Confederados de América Jefferson Davis en Richmond, Virginia.
Incluso después de la secesión, algunas personas de Carolina del Norte se negaron a apoyar a los Estados Confederados. Esto ocurrió, principalmente, en el caso de los que no poseían esclavos para la agricultura en las montañas occidentales del estado y la región de Piedmont. Algunos de estos agricultores se mantuvieron neutrales durante la guerra, mientras que algunos, encubiertos, apoyaron a La Unión durante el conflicto. Aun así, las tropas de los Estados Confederados de América de todas partes de Carolina del Norte sirvieron en prácticamente todas las grandes batallas del Ejército de Virginia del Norte. La batalla más grande en Carolina del Norte fue en Bentonville, una tentativa vana por parte del general confederado Joseph Johnston para detener el avance del general de La Unión William Tecumseh Sherman, en la primavera de 1865. En abril de 1865 Johnston se rindió en Sherman Bennett Place, en lo que hoy es Durham. Este fue el último gran ejército en rendirse.
El primer soldado confederado en morir en la guerra fue Henry Wyatt, muerto en la Batalla de Big Bethel, en junio de 1861.
Con la derrota de la Confederación en 1865, comenzó la Era de la Reconstrucción. Estados Unidos abolió la esclavitud sin indemnizar a los esclavistas ni reparar a los libertos. Una coalición del Partido Republicano de libertos negros, mochileros del norte y ladrones locales controlaron al gobierno estatal durante tres años. Los demócratas conservadores blancos recuperaron el control de la legislatura estatal en 1870, en parte por la violencia y el terrorismo del Ku Klux Klan en las urnas, para suprimir el voto negro. Los republicanos fueron elegidos para la gobernación hasta 1876, cuando los camisas rojas, una organización paramilitar que surgió en 1874 y se alió con el Partido Demócrata, ayudaron a suprimir el voto negro. Más de 150 estadounidenses negros fueron asesinados en violencia electoral en 1876. Los ciclos posteriores a la guerra civil y la deuda empujaron a las personas a cambiar de la agricultura de subsistencia a la agricultura mercantil. Entre estos tiempos, se desarrolló el notorio sistema Crop-Lien y fue financieramente difícil para los blancos y negros sin tierra, debido a las altas cantidades de usura. También debido al impulso de la agricultura de productos básicos, se terminó el rango libre. Antes de este tiempo, las personas cercaban sus cultivos y hacían que su ganado se alimentara en las áreas de corral. Después del final del campo, las personas ahora cercaban a sus animales y tenían sus cultivos a la intemperie.
Los demócratas fueron elegidos para la legislatura y la oficina del gobernador, pero los populistas atrajeron a los votantes disgustados con ellos. En 1896, una coalición birracial, populista y republicana fusionista ganó la oficina del gobernador y aprobó leyes que extenderían la franquicia de votación a negros y blancos pobres. Los demócratas recuperaron el control de la legislatura en 1896 y aprobaron leyes para imponer a Jim Crow y la segregación racial de las instalaciones públicas. Los votantes del segundo distrito del Congreso de Carolina del Norte eligieron un total de cuatro congresistas afroamericanos durante estos años de fines del siglo XIX. Las tensiones políticas aumentaron tanto que un pequeño grupo de demócratas blancos en 1898 planeó hacerse cargo del gobierno de Wilmington si sus candidatos no eran elegidos. En la insurrección de Wilmington de 1898, más de 1,500 hombres blancos atacaron el periódico negro y el vecindario, mataron a numerosos hombres y ahuyentaron al alcalde y sus concejales republicanos blancos. Instalaron a su propia gente y eligieron a Alfred M. Waddell como alcalde, en el único golpe de Estado en la historia de los Estados Unidos.

## Geografía física

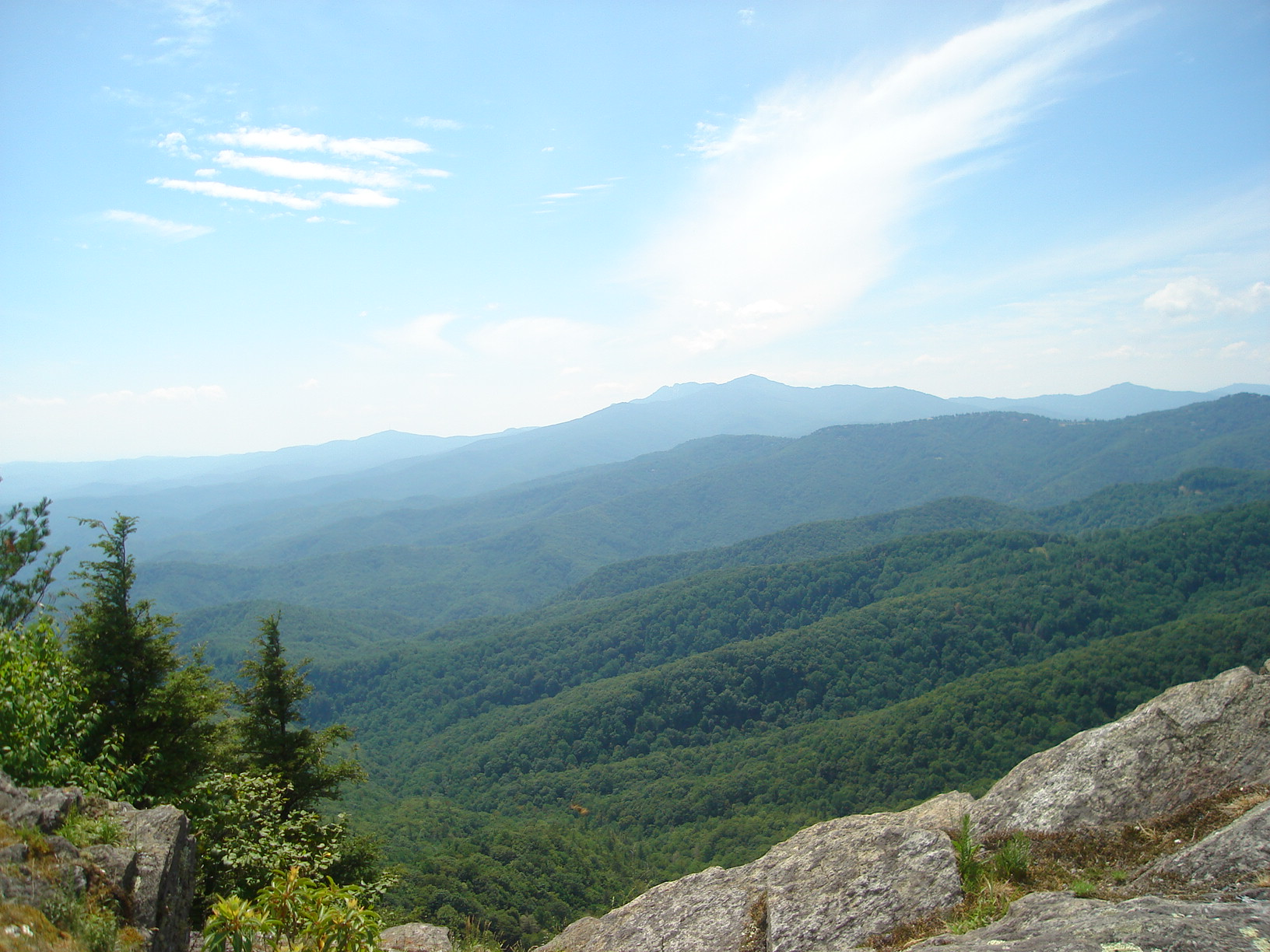
La cordillera Azul (Blue Ridge Mountains)

Carolina del Norte limita al oeste con Tennessee, al sur con Carolina del Sur, al suroeste con Georgia, al norte con Virginia y al este con el océano Atlántico. Carolina del Norte consta de tres zonas geográficas principales: la llanura costera, que ocupa la parte oriental en un 45 %, la región de Piedmont, que ocupa el 35 %, y los Apalaches y Foothills. El extremo oriental del estado contiene el Outer Banks, una cadena de estrechas islas de arena que forman una barrera entre el océano Atlántico y las vías navegables. El Outer Banks forma dos estrechos: el estrecho de Albemarle en el norte y el estrecho de Pamlico en el sur. Son los dos estrechos sin litoral más grandes de los Estados Unidos. La llanura costera es relativamente poco accidentada, con suelos ricos, ideal para el cultivo de tabaco, soja, melones y algodón. La llanura costera de Carolina del Norte está, en su mayoría, ocupada por la zona rural, con pocas ciudades grandes o incluso sin ellas. La agricultura es un importante sector económico. Los principales ríos de esta zona, el Neuse, el Tar, el Pamlico y el Cape Fear, tienden a ser lentos y amplios.
La región de Piedmont central es la más densa y urbanizada de la zona, las cinco ciudades más grandes del estado se encuentran en Piedmont. Se compone de suaves ondulaciones, frecuentemente interrumpida por colinas o montañas bajas. En el Piedmont se encuentran un número de pequeñas, aisladas y profundamente erosionadas cadenas montañosas y picos. El Piedmont se encuentra entre los 90 y 120 m de altitud en el este y a más de 300 m en el oeste. Debido al rápido crecimiento de la población de Piedmont, muchas de las explotaciones agrícolas y gran parte del paisaje rural de esta región está siendo sustituido por la suburbanización - centros comerciales, urbanizaciones y grandes zonas de oficinas de compañías. La agricultura está perdiendo importancia constantemente en esta región. Los principales ríos del Piedmont, como el Yadkin y el Catawba, tienden a ser caudalosos, superficiales y estrechos.
La región occidental del estado es parte de los Apalaches. Las Black Mountains (Montañas Negras) son las más altas del este de los Estados Unidos y culminan en el monte Mitchell a más de 2037 m de altura. Es, además, el punto más alto al este del río Misisipi. Aunque la agricultura sigue siendo importante, el turismo se ha convertido en la industria dominante en la zona de las montañas. Una producción agrícola que ha prosperado y crecido en las últimas décadas es la creciente venta de árboles de Navidad. Debido a la mayor altura en la montaña, el clima a menudo difiere radicalmente del resto del estado. En invierno, en el oeste de Carolina del Norte, es típico ver nevadas y temperaturas más parecidas a un estado del centro-oeste del sur.
Carolina del Norte tiene 17 grandes cuencas fluviales. Cinco de las cuencas hidrográficas del estado - las de los ríos Hiwassee, Little Tennessee, French Broad, Watauga y New River - son parte de la cuenca del río Misisipi, que drena hacia el golfo de México. Todos los demás van a la corriente del océano Atlántico. De las 17 cuencas, 11 se originan en el estado de Carolina del Norte, pero solo cuatro se encuentran totalmente dentro de las fronteras del estado - el Cabo Fear, Neuse, White Oak y Tar-Pamlico.

### Mapas

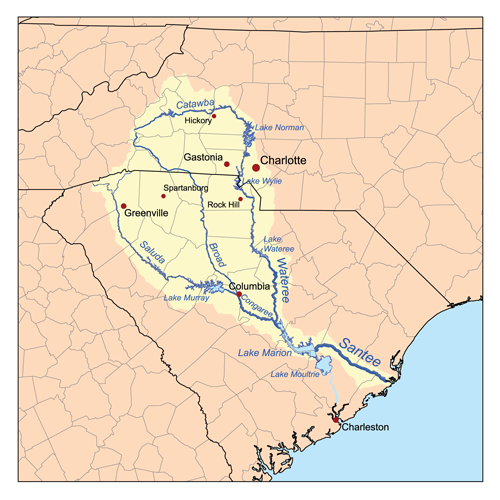
Mapa de la cuenca del río Santee, cuya cabecera, el río Catawba, pasa por Carolina del Norte
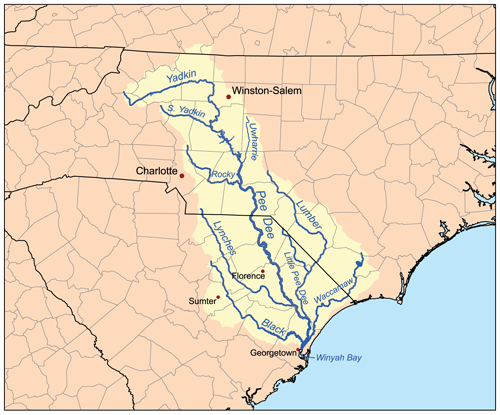
Mapa de la cuenca del Pee Dee que, en su curso alto, atraviesa el estado
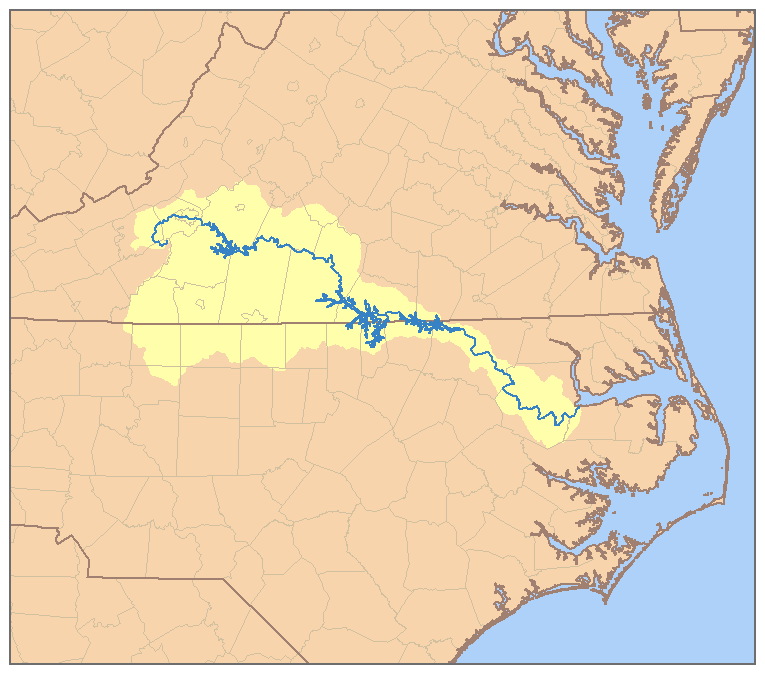
Río Roanoke que, en su curso bajo, fluye por el noreste del estado
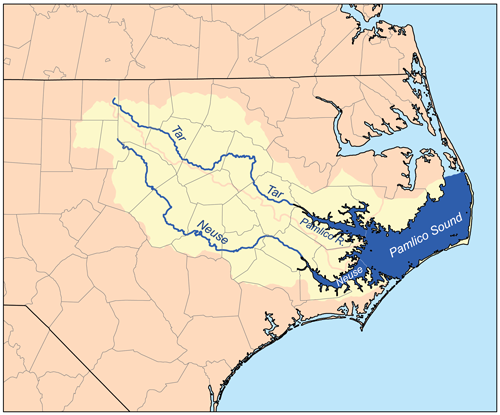
Mapa de los ríos Neuse y Tar-Pamlico, que fluyen por el este del estado
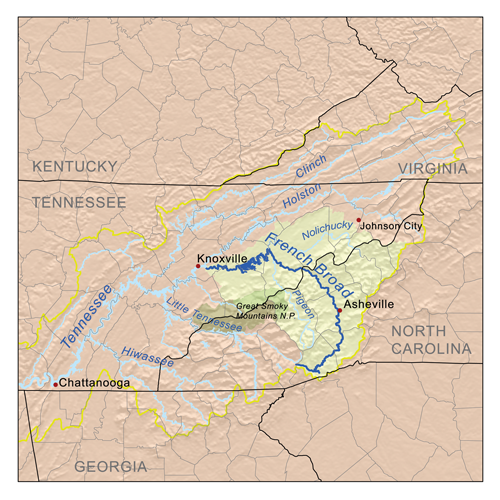
Mapa del río French Broad —una de las fuentes del río Tennessee (afluente del Ohio que, a su vez, es afluente del Misisipi)— que fluye por el oeste del estado
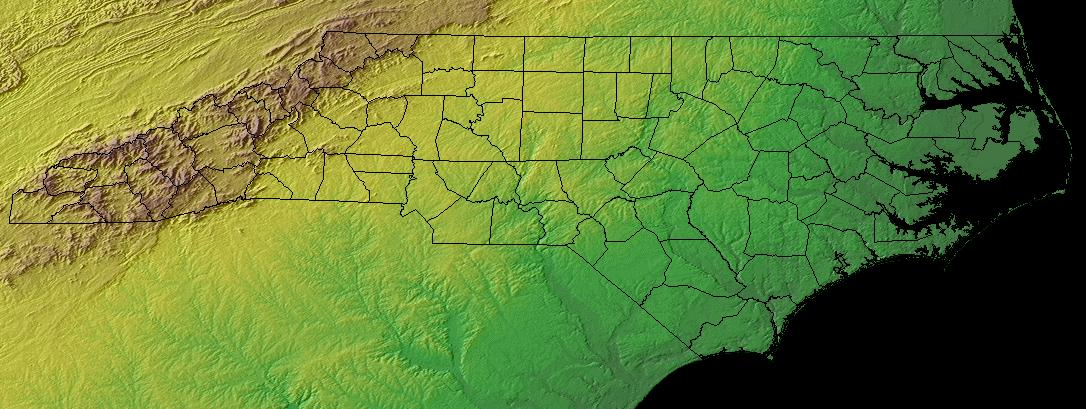
Vista topográfica de Carolina del Norte

### Clima
El llano costero está bajo la influencia del océano Atlántico, que mantiene temperaturas suaves en el invierno y moderadas en verano. En verano, la temperatura máxima en la costa promedia menos de 32 °C. En invierno, la costa goza de las temperaturas más suaves del estado, con temperaturas diurnas que raras veces caen por debajo de los 5 °C. En la costa nieva unos tres días al año, habiendo años sin presencia de nieve.

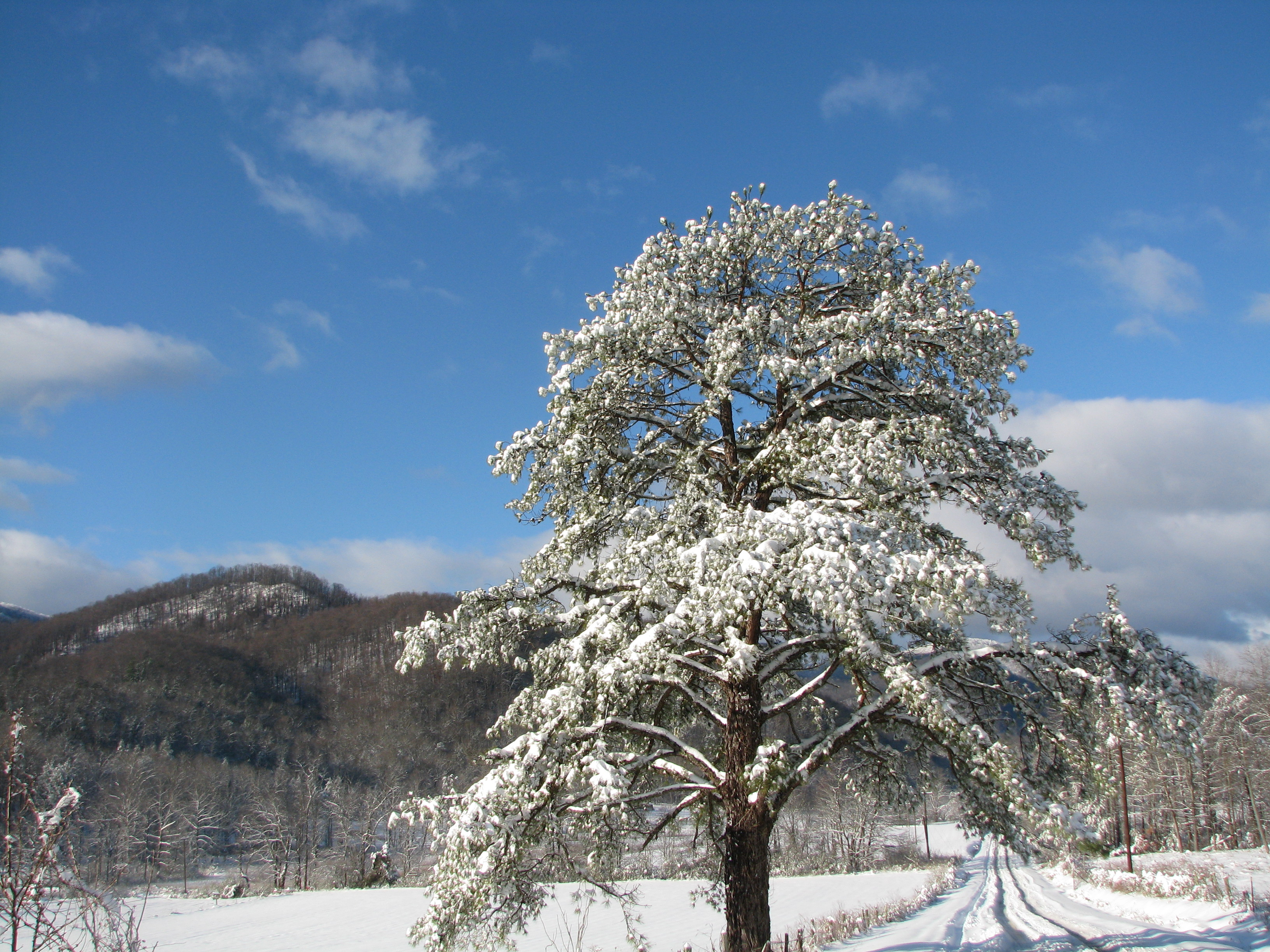
Nevada en Old Fort en el año 2009.

El océano Atlántico ejerce menor influencia en la región de Piedmont y, como resultado, sus veranos son más calurosos y los inviernos más fríos que los de la costa. En Piedmont, la temperatura máxima diurna en verano normalmente promedia los 32 °C. Si bien no es común que en Carolina del Norte las temperaturas superen los 37 °C, cuando sucede, las temperaturas más altas se registran en las zonas bajas de Piedmont, especialmente alrededor de la ciudad de Fayetteville.
En invierno el clima de Piedmont es mucho menos suave que el de la costa, con temperaturas diarias que pueden no alcanzar los -3 °C, y el promedio anual de la cota de nieve es de 20 a 25 centímetros. En Piedmont es notoria la lluvia de aguanieve y las heladas, pudiendo llegar a alcanzar varias pulgadas de altura durante algunas tormentas que dificultan el tráfico de vehículos y colapsar las redes eléctricas. La precipitación anual y la humedad en la región de Piedmont es menor que la de las montañas o la costa, pero aun siendo menor, la precipitación es de unos 100 litros al año. La región más fría del estado se encuentra en los Apalaches, con temperaturas invernales diarias que caen por debajo de los -10 °C o menos y veranos relativamente fríos que raramente superan los 25 °C. Usualmente, la cota de nieve acumulada en un año en las montañas es de 35 a 50 centímetros, pero puede ser mucho mayor en las montañas altas.
El clima riguroso en Carolina del Norte no es un raro evento. En promedio, una vez por década el estado recibe el azote directo de un huracán, aunque algunos años varios huracanes o tormentas tropicales pueden golpear directamente al estado o barrer a través de las áreas costeras. Solamente Florida y Luisiana son azotadas por huracanes con mayor frecuencia. En promedio, Carolina del Norte presenta 50 días de actividad tempestuosa por año, siendo algunas de las tormentas lo suficientemente rigurosas como para producir granizo y vientos fuertes y dañinos. Carolina del Norte promedia menos de 20 tornados al año, muchos de ellos producidos por huracanes o tormentas tropicales a lo largo de la costa. Sin menoscabo, los tornados por tormentas son un riesgo, especialmente en la región central de Carolina: Piedmont.

### Ciudades más importantes

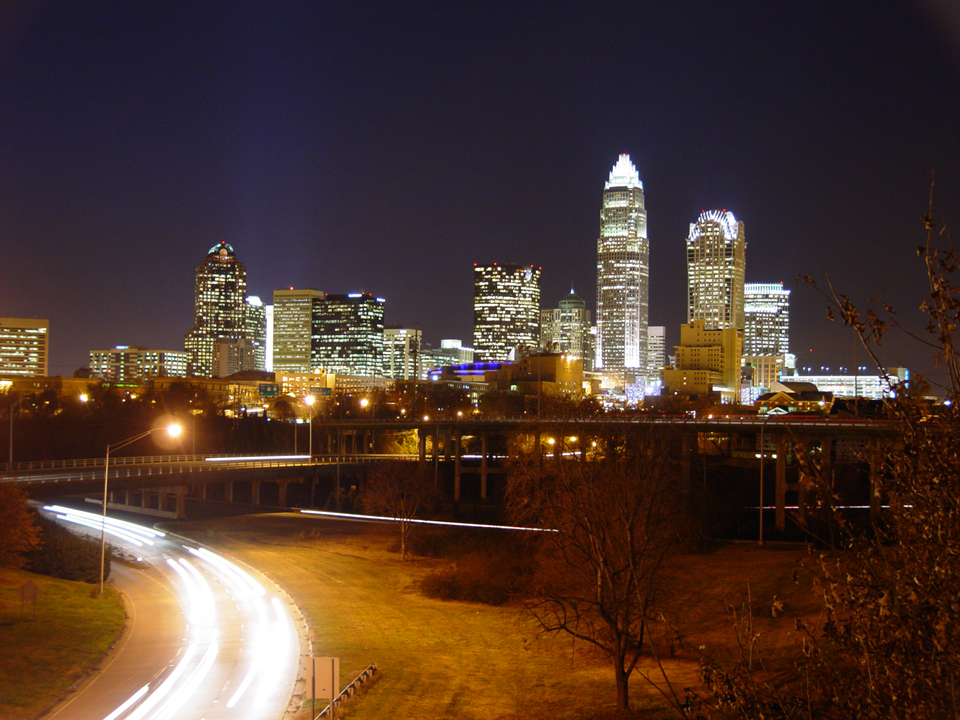
Vista nocturna de la ciudad de Charlotte.

Charlotte es la ciudad más poblada de Carolina del Norte. Cuenta con una población estimada de 695.995 habitantes que ascienden a 2.491.650 en su área metropolitana. Algunas de las ciudades más importantes del estado son:
| - Asheville - Charlotte - Durham - Greensboro - Greenville | - Raleigh - Wilmington - Winston-Salem - Cary - Fayetteville |

## Administración y política
El poder ejecutivo estatal es ejercido por el Teniente Gobernador y ocho jefes de los departamentos ejecutivos elegidos forman el Consejo del Estado. Otros diez jefes de los departamentos ejecutivos nombrados por el gobernador de Carolina del Norte forman el Gabinete. El actual gobernador del estado, Josh Stein, pertenece al Partido Demócrata. La Asamblea General de Carolina del Norte, o Legislatura, está compuesta por dos cámaras: el Senado de 50 miembros y la Cámara de Representantes de 120 miembros.
La Corte Suprema de Carolina del Norte es el tribunal de apelación más alto del estado; está formado por un total de siete jueces. El Tribunal de Apelaciones es el único tribunal intermedio en el estado y está compuesto por quince jueces. En conjunto, la Corte Suprema y el Tribunal de Apelaciones constituyen la división de apelación del sistema judicial. Todos los casos de delito penal, civil, casos que supongan más de US$10 000 y los delitos menores son juzgados en la Corte Suprema. Un jurado de 12 personas escucha los casos. Los casos civiles -como el divorcio, la custodia de hijos y los casos de menos de US$10 000-son juzgados en el Tribunal de Distrito, en donde también se juzgan los asuntos penales relacionados con delitos e infracciones menores. El juicio de una causa penal en el Tribunal de Distrito es siempre sin jurado. El Tribunal de Distrito también juzga los casos de menores que afectan a los niños menores de 16 años que son delincuentes y los niños menores de 18 años que son indisciplinados, dependientes, descuidados o abusados. Los magistrados aceptan declaraciones de culpabilidad por delitos menores, declaraciones de culpabilidad, violaciones de tráfico, y aceptan las renuncias de juicio de valor -para comprobar los casos, entre otras cosas. En los casos civiles, el juez está autorizado para tratar las reclamaciones de un máximo de US$4.000, incluyendo casos de desalojo propietario. Los magistrados también llevan a cabo el matrimonio civil.

### Constitución estatal

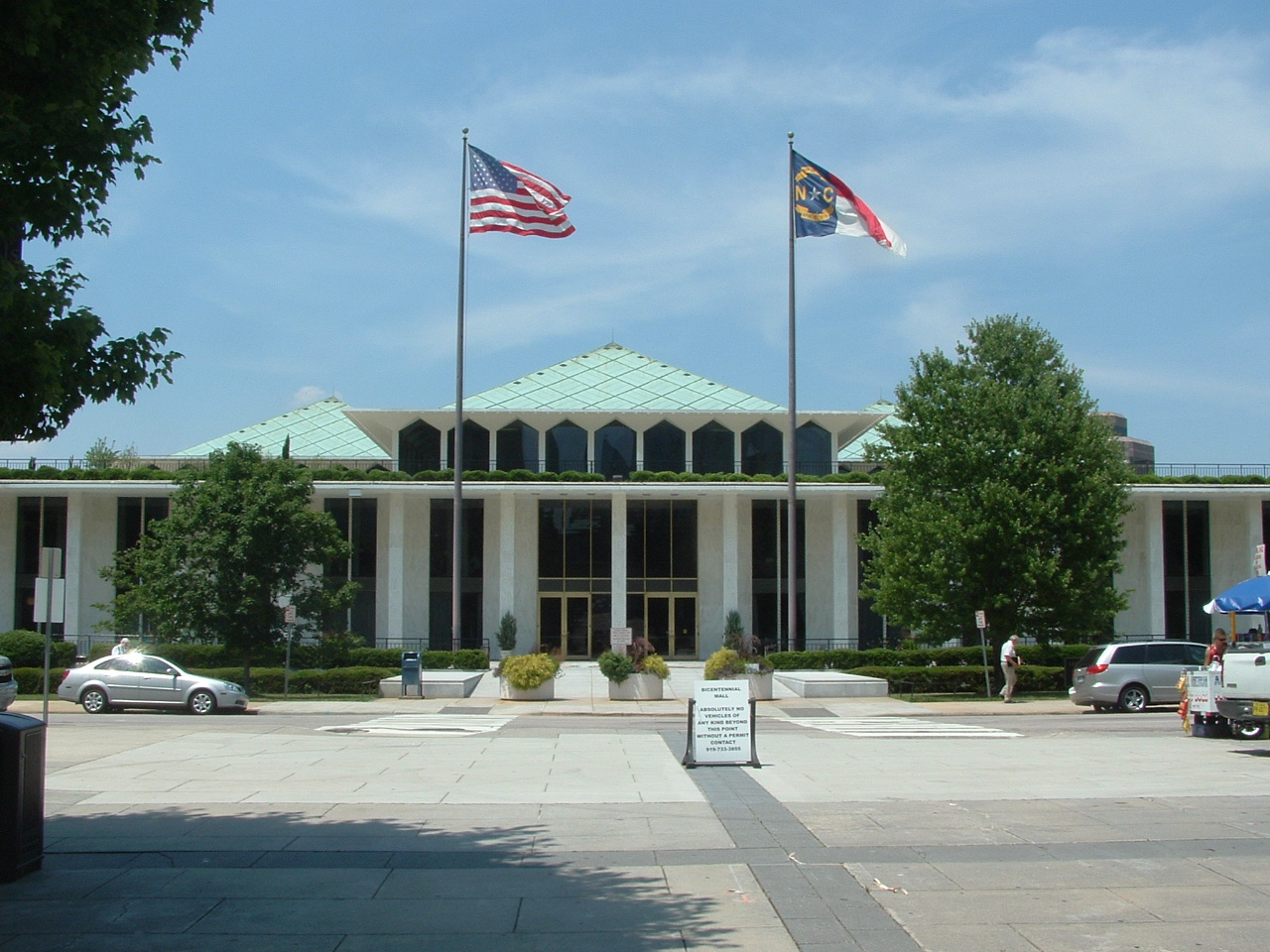
La Asamblea legislativa de Carolina del Norte, ubicada en Raleigh, la capital del estado.

La constitución estatal regula la estructura y la función del gobierno de Carolina del Norte. Al igual que todas las constituciones estatales en los Estados Unidos, esta constitución está sujeta a la revisión judicial federal. Cualquiera de las disposiciones de la constitución estatal puede ser anulada si entra en conflicto con la ley federal y la Constitución de los Estados Unidos de América.
Carolina del Norte ha tenido tres constituciones:
- 1776: Ratificada el 18 de diciembre de 1776 como la primera constitución del estado independiente. La Declaración de Derechos fue ratificada el día anterior.
- 1868: Enmarcado conforme a los Actos de Reconstrucción después de que Carolina del Norte fuera admitida de nuevo en la Unión. Se trató de una importante reorganización y modificación de la original en catorce artículos.
- 1971: Consolidación menor de la Constitución de 1868 y enmiendas subsecuentes.

### Delimitación de distritos federales
Carolina del Norte cuenta en la actualidad con 13 distritos del Congreso, por lo que cuando se combina con sus dos escaños en el Senado, el estado otorga 15 votos electorales. En el 109.º Congreso, el estado estuvo representado por seis demócratas y siete republicanos miembros del congreso, además de dos senadores republicanos.

### Política
Carolina del Norte está políticamente dominada por los demócratas y por los republicanos. El peso específico de un tercer partido ha sido muy pobre en el estado; entre los partidos que han intentado entrar en el panorama político del estado se encuentran el Partido Verde y el Partido Libertario. El Partido Libertario participa actualmente en un pleito con el Estado para tener acceso a la votación. Históricamente, Carolina del Norte ha estado dividida políticamente entre la parte oriental y occidental del estado. Antes de la Guerra Civil, la mitad oriental de Carolina del Norte apoyaba el Partido Demócrata, sobre todo porque en la región estaban la mayoría de los propietarios de esclavos y los grandes cultivos comerciales. La mitad occidental del estado tendía a apoyar al Partido Whig, que se consideraba, en general, más moderado con la cuestión de la esclavitud y fue más favorable para los intereses de las empresas. Tras la Guerra Civil, los Republicanos, apoyados por el victorioso Ejército de los Estados Unidos, controlaron el gobierno estatal. Cuando se retiraron las tropas federales en la década de 1870, el Partido Demócrata obtuvo rápidamente el control del gobierno.
En 1894, los partidos Republicano y Populista formaron una alianza, denominada coalición electoral, que se enfocó en el control de la legislatura estatal y el gobierno. Sin embargo, en 1898 el Partido Demócrata, en una campaña racista, recuperó el control del gobierno estatal. Bajo el lema, "Supremacismo blanco" y el respaldo de influyentes periódicos como el The News & Observer publicado por Josephus Daniels, los demócratas derrocaron al partido Populista-Republicano. Con algunas notables excepciones, Carolina del Norte se convirtió en una parte de la "Solid Democratic South". Sin embargo, algunos condados al oeste de Piedmont y de los Apalaches continuaron apoyando a los republicanos, siguiendo una tradición que data de su oposición a la secesión antes de la Guerra Civil. En 1952, con la ayuda de la candidatura presidencial del conocido héroe de guerra Dwight D. Eisenhower, los Republicanos tuvieron éxito en la elección de un congresista de Estados Unidos, Charles R. Jonas. Los Republicanos progresaron lentamente en el decenio de 1960, y en 1972, ayudado por la reelección de Richard Nixon, los republicanos eligieron su primer Gobernador y senador del siglo XX.
A partir de 1968-2004 (con excepción de la elección de Jimmy Carter en 1976), Carolina del Norte ha votado al partido Republicano en cada elección presidencial. A nivel estatal, sin embargo, los demócratas todavía controlan la mayoría de los cargos electivos en el gobierno del estado y las elecciones estatales y las elecciones locales son muy competitivas en comparación con las anteriores épocas históricas. Los republicanos tienen escaños en el Senado, pero los Demócratas conservan el cargo de gobernador, la mayoría en las dos cámaras de la legislatura estatal y la corte suprema estatal. Las principales ciudades del estado, sobre todo Raleigh y Charlotte tienen a votar demócrata, mientras que en las ciudades pequeñas y zonas rurales se impone muy claramente el voto republicano.

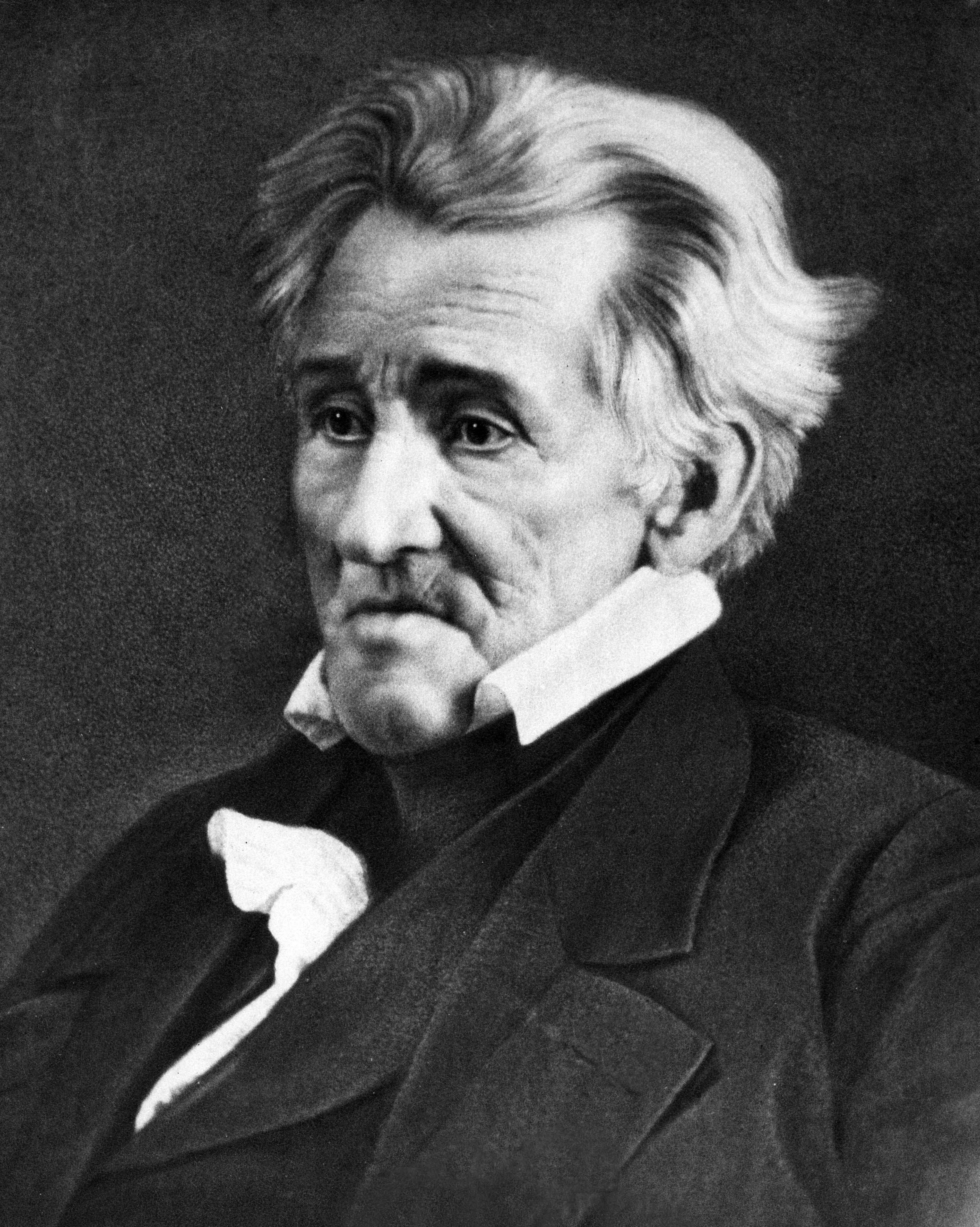
Andrew Jackson, el 7.º presidente de los Estados Unidos, nació en Waxhaw, Carolina del Norte.

Dos presidentes de los Estados Unidos han nacido y se han criado en Carolina del Norte, James K. Polk y Andrew Johnson, pero los dos hombres comenzaron su carrera política en el vecino Tennessee. Un tercer presidente de los Estados Unidos, Andrew Jackson, también pudo haber nacido en Carolina del Norte; sin embargo, como nació casi exactamente en la frontera con Carolina del Sur, ambos estados lo reclaman como propio y los historiadores han debatido durante décadas sobre el sitio exacto del lugar de nacimiento de Jackson. Jackson declaró que había nacido en lo que más tarde se convertiría en Carolina del Sur, pero en el momento de su nacimiento la línea divisoria entre los estados aún no estaba determinada.
Carolina del Norte sigue siendo un estado con control de las bebidas alcohólicas. Cuatro de los condados del estado -Clay, Graham, Mitchell y Yancey, que se encuentran en las zonas rurales- siguen siendo "secos" (la venta de bebidas alcohólicas es ilegal). Sin embargo, los restantes 96 condados de Carolina del Norte permiten la venta y consumo de bebidas alcohólicas, como es el caso en la mayor parte de los Estados Unidos. Incluso en las zonas rurales, la oposición a la venta de bebidas alcohólicas está disminuyendo, como la disminución del número de condados "secos".
Carolina del Norte es uno de los 12 estados en los que se ha despenalizado la marihuana. En 1997, la marihuana y el Tetrahidrocannabinol fueron movidos de una lista I a la lista IV. La transferencia de menos de 5 gramos no se considera venta, y hasta 42,525 gramos es un delito menor punible con una multa o servicio comunitario, a discreción del juez, en lugar de prisión o un delito grave.
En 2005, a raíz de importantes maniobras políticas, la Legislatura del estado votó a favor de implementar una lotería estatal, modificando con ello la reputación de Carolina del Norte como la "anti-lotería", donde la posesión de un boleto de lotería de otro estado era un crimen. La lotería North Carolina Education Lottery abrió sus puertas el 31 de marzo de 2006. Inesperadamente la lotería ha tenido unas ventas bajas desde su creación.

### División administrativa

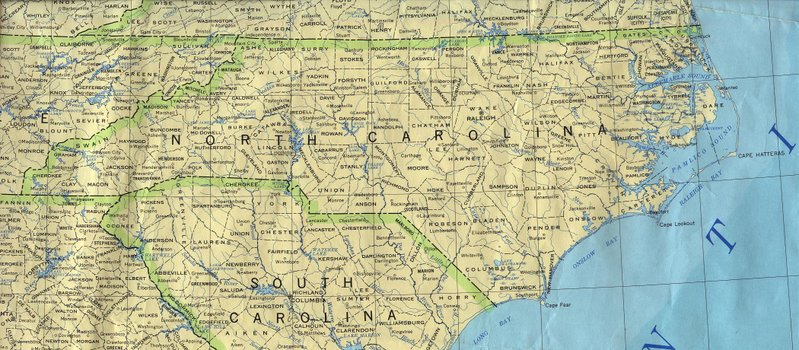
Mapa de Carolina del Norte y sus 100 condados.

Carolina del Norte está dividido en 100 condados. Estos condados son gobernados por Consejos de Comisarios, integrados por entre tres y siete miembros. Todos los Comisarios son elegidos por la población del condado y permanecen en el poder durante dos o cuatro años. Estos Comisarios tienen la autoridad legislativa y ejecutiva sobre el condado. Carolina del Norte tiene cerca de 500 ciudades y pueblos. Cada ciudad o pueblo posee a un alcalde electo de forma popular.

## Demografía

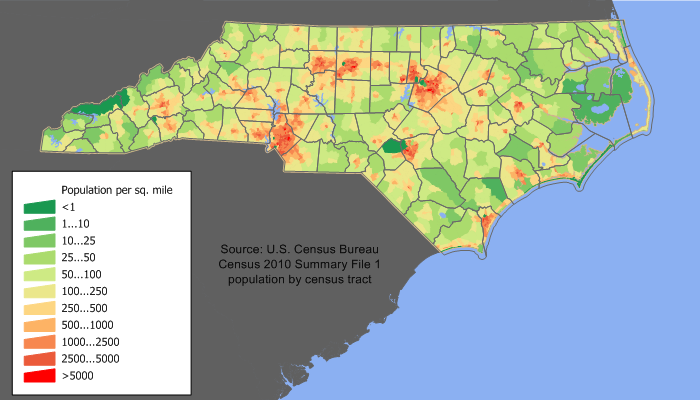
Distribución de la población de Carolina del Norte.

Carolina del Norte está dividida en 3 áreas metropolitanas, cada una de ellas con aproximadamente 1 millón de habitantes:
- Metrolina: Charlotte-Gastonia-Salisbury, CN-CS - Población: 2.191.604
- The Triangle: Raleigh-Durham-Chapel Hill, CN - Población: 1.565.223
- Piedmont Triad: Greensboro-Winston-Salem-High Point, CN - Población: 1.513.576

En el año 2006, Carolina del Norte contaba con una población estimada de 8.856.505 personas, lo que representa un aumento de la población en un 2,1 %, equivalente a 184.046 personas, desde el año anterior y un aumento del 10,0 %, 810.014 personas, desde el censo del 2000. Esto supera la tasa de crecimiento en los Estados Unidos. El crecimiento se compone de un aumento natural desde el último censo de 293.761 personas (749.959 nacimientos, menos 456.198 defunciones) y un incremento debido a la migración neta de 527.991 personas en el estado. La inmigración de fuera de los Estados Unidos dio lugar a un aumento neto de 180.986 personas. La migración de dentro del país produjo un aumento de 347.005 personas. Entre 2005 y 2006, Carolina del Norte, pasó a ser el 10.º Estado más poblado de los Estados Unidos.
Carolina del Norte ha sido históricamente un estado rural, con la mayoría de la población viviendo en el campo y en ciudades pequeñas. Sin embargo, durante los últimos 30 años Carolina del Norte ha experimentado una rápida urbanización. Hoy en día los residentes de Carolina del Norte viven principalmente en las zonas urbanas y suburbanas, como es el caso en la mayor parte de los Estados Unidos. En particular, las ciudades de Charlotte y Raleigh se han convertido en grandes centros urbanos y poblaciones en rápido crecimiento. La mayor parte de este crecimiento ha sido impulsado por los inmigrantes de América Latina, la India y el Sureste Asiático.

### Estadísticas
- El 6,7 % de la población son menores de 5 años.
- El 24,4 % son menores de 18 años.
- El 12,0 % tiene 65 años o más.

### Raza y etnia
| Raza y Etnia                              | Alone | Alone | Total | Total |
| ----------------------------------------- | ----- | ----- | ----- | ----- |
| Blanco (no hispano)                       | 60.5% | 60.5  | 63.9% | 63.9  |
| Negros                                    | 20.2% | 20.2  | 21.8% | 21.8  |
| Hispano o Latino                          | —     |       | 10.7% | 10.7  |
| Asiáticos                                 | 3.3%  | 3.3   | 4.0%  | 4     |
| Nativos                                   | 1.0%  | 1     | 2.5%  | 2.5   |
| Estadounidenses de las islas del Pacífico | 0.1%  | 0.1   | 0.2%  | 0.2   |
| Otro                                      | 0.4%  | 0.4   | 1.1%  | 1.1   |

| Composición racial       | 1990  | 2000  | 2010  |
| ------------------------ | ----- | ----- | ----- |
| Blancos                  | 75.6% | 72.1% | 68.5% |
| Negros                   | 22.0% | 21.6% | 21.4% |
| Asiático                 | 0.8%  | 1.4%  | 2.2%  |
| Nativos                  | 1.2%  | 1.2%  | 1.3%  |
| otro Isleño del Pacífico | –     | 0.1%  | 0.1%  |
| Otros                    | 0.5%  | 2.3%  | 4.3%  |
| Multiracial              | –     | 1.3%  | 2.3%  |

En el censo de EE. UU. de 2010 la composición racial de Carolina del Norte era: blanca: 68,5 % (65,3 % blanca no hispana, 3,2 % hispana blanca), negra o afroamericana: 21,5 %, latinoamericana e hispana de cualquier raza: 8,4 %, alguna otra raza: 4,3 %, estadounidense multirracial: 2,2 %, asiático-estadounidense: 2,2 % y nativo de Hawái y de las islas del Pacífico: 1 %.
La población de origen latino/hispano es la de más rápido crecimiento debido a la alta tasa de fecundidad de las mujeres latinas residentes en los Estados Unidos, y también debido a la inmigración legal e ilegal proveniente de América Latina y el Caribe.

### Religión
Carolina del Norte, al igual que otros estados del Sur, ha sido tradicionalmente protestante. Sin embargo, la rápida llegada de los norteños y de los inmigrantes de América Latina no cesa de aumentar el número de católicos y judíos en el estado, y el predominio numérico de la Iglesia bautista está empezando a disminuir. Esto es especialmente evidente en las zonas urbanas del estado, donde la cultura es más diversa. Sin embargo, en muchos condados rurales la Iglesia bautista sigue siendo la iglesia cristiana dominante. La segunda mayor iglesia protestante en Carolina del Norte es la de los metodistas, que tiene gran cantidad de fieles en el norte de Piedmont y especialmente en los poblados del condado de Guilford. También hay un número importante de cuáqueros en el condado de Guilford y al noreste de Carolina del Norte. Los presbiterianos han tenido históricamente una fuerte presencia en Charlotte, la ciudad más grande del estado, y en el condado de Scotland. Las afiliaciones religiosas en Carolina del Norte se muestran a continuación:
- Las afiliaciones religiosas se muestran aquí:

| Religión             | total de población |
| -------------------- | ------------------ |
| Protestantes         | 7,021,114          |
| Católicos            | 943,133            |
| Cristianos Ortodoxos | 104,792            |
| Otras religiones     | 314,377            |
| Sin religión         | 2,095,852          |

### Educación

#### Primaria y secundaria
Carolina del Norte cuenta con 115 escuelas públicas, cada una de las cuales es supervisada por una junta escolar local. Un condado puede tener uno o más sistemas. Los sistemas escolares más grandes en Carolina del Norte son las escuelas de Charlotte-Mecklenburg, Wake County Public School System, del condado de Winston-Salem/Forsyth, del Condado de Cumberland y las del Condado Guilford. El estado también ha establecido las escuelas "chárter" —escuelas públicas independientes, que no son administradas por distritos escolares, pero que dependen de presupuestos públicos para operar—, que quedan fuera de la estructura ordinaria.

#### Universidades

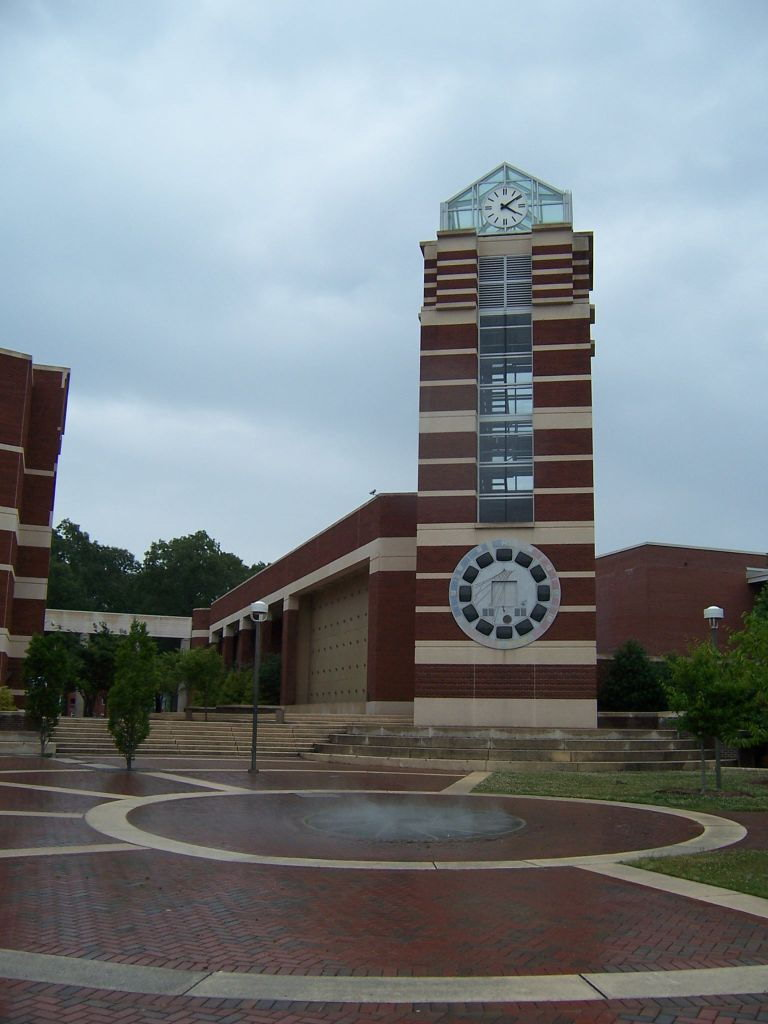
Torre del reloj de la biblioteca J.Y. Joyner en la Universidad del Este.

En 1795, Carolina del Norte inauguró la primera universidad pública en Estados Unidos - la Universidad de Carolina del Norte en Chapel Hill. Más de 200 años después, la Universidad de Carolina del Norte abarca 16 universidades públicas, entre ellas las dos más grandes: la Universidad Estatal de Carolina del Norte y la Universidad de Carolina del Norte en Chapel Hill. También se encuentran varias universidades conocidas históricamente como la North Carolina A & T State University, la Winston-Salem State University y la Universidad Central de Carolina del Norte. Además de las universidades públicas, Carolina del Norte tiene 58 colegios públicos.
Algunas universidades y colleges privados de Carolina del Norte son: Barton College, "Meredith College", Mount Olive College, Davidson College, Warren Wilson College, la Universidad de Duke, Universidad de High Point, Elon University, Gardner-Webb University, Wake Forest University, y" Universidad de Campbell."

## Economía
Según la Oficina de Análisis Económico, el producto bruto total del Estado fue de US$ 375 000 millones en 2006. En 2005 la renta per cápita fue de US$ 30.785, quedando en el puesto número 37 entre todos los estados de los Estados Unidos. En Carolina del Norte la producción agrícola incluye aves de corral y huevos, tabaco, puercos, leche, plantas de vivero, ganado (principalmente ganado bovino), batata y soja.
Sin embargo, Carolina del Norte ha sido recientemente afectada por la deslocalización industrial y el crecimiento de países como China: uno de cada cinco puestos de trabajo del sector de la manufactura en el estado se ha perdido a consecuencia de la competencia de ultramar. Se ha producido una clara diferencia en el crecimiento económico de las zonas urbanas de Carolina del Norte y el de las zonas rurales.
Mientras que las grandes ciudades como Charlotte, Raleigh, Cary y otras, han experimentado un rápido crecimiento demográfico y económico en los últimos treinta años, muchas de las pequeñas ciudades del estado han sufrido a causa de la pérdida de puestos de trabajo y del aumento de la población. La mayor parte de los pequeños pueblos históricos de Carolina del Norte se han desarrollado alrededor de las fábricas textiles y de muebles. Como estas fábricas cerraron y se trasladaron a los mercados de bajos salarios en Asia y América Latina, las pequeñas ciudades que dependen de ellas han sufrido las consecuencias.

### Agricultura e industria
Durante el siglo XX, Carolina del Norte creció hasta convertirse en un líder nacional en la agricultura, los servicios financieros y la manufactura. La producción industrial del estado -principalmente los textiles, productos químicos, material eléctrico, papel y pulpa de celulosa- lo ubicaba en el octavo lugar en la nación a principios de los años 1990.
La industria textil, que fue uno de los pilares de la economía del estado, ha ido perdiendo puestos de trabajo frente a productores en América Latina y Asia desde los años 1980, aunque sigue siendo el estado con mayor producción de los Estados Unidos. En los últimos años, otra importante industria en Carolina del Norte, como es la producción de muebles, también ha sido duramente golpeada por la competencia de países de Asia (especialmente China) y la deslocalización y pérdida de puestos de trabajo. El tabaco es una de las principales fuentes de ingresos y sigue siendo vital para la economía local a pesar de las preocupaciones acerca de si el gobierno federal seguirá apoyando con subsidios a los cultivadores de tabaco; esto ha llevado a que algunos productores cambiaran a otros cultivos como la vid o abandonar la agricultura por completo. Carolina del Norte es el principal productor de tabaco en el país. La agricultura en los condados del oeste de Carolina del Norte (en particular Buncombe y condados circundantes) están experimentando una revitalización junto con el mercado, impulsado por la creciente demanda de productos orgánicos y los productos locales.

### Finanzas, tecnología e investigación
Charlotte, la mayor ciudad de Carolina del Norte, continúa experimentando un rápido crecimiento, en gran parte debido al sector financiero y bancario. Charlotte es el segundo mayor centro bancario de los Estados Unidos después de Nueva York, y aquí se encuentra la sede del Bank of America y del Wachovia. El área metropolitana de Charlotte es también la sede de otras cinco empresas de Fortune 500.
BB&T (Branch Banking & Trust), uno de los bancos más grandes de América, fue fundado en Winston-Salem en 1872. BB&T tiene su sede fuera de Winston-Salem, pero algunas operaciones las realiza en ese lugar.
La información y las industrias de la biotecnología han ido en aumento desde la creación de la Research Triangle Park (RTP) en la década de 1950. Está situado entre Raleigh y Durham (sobre todo en el condado de Durham), su proximidad a las universidades de investigación ha ayudado, sin duda, a impulsar el crecimiento.
El North Carolina Research Campus (Campo de Investigación de Carolina del Norte) está ubicado en Kannapolis (aproximadamente 48 km al noreste de Charlotte) y promete enriquecer y reforzar el área de Charlotte de la misma manera que cambió la región de Raleigh-Durham. Abarcando 539.000 m², el complejo es un proyecto de colaboración con la Universidad de Duke, Universidad de Carolina del Norte en Chapel Hill y la Universidad Estatal de Carolina del Norte, junto con inversores privados, corporativos y desarrolladores. La instalación incorpora el espacio empresarial, académico, comercial y residencial, orientado hacia la investigación y desarrollo (I+D) y la biotecnología. Del mismo modo, en el centro de Winston-Salem, Piedmont Triad Research Park está experimentando una expansión. Aproximadamente 48 kilómetros al este del parque de investigación de Winston-Salem, la Universidad de Carolina del Norte en Greensboro y North Carolina Agricultural and Technical State University se han unido para crear el Gateway University Research Park, una universidad tecnológica basada en la investigación, en donde la entidad centrará sus esfuerzos en áreas tales como la nanotecnología, la biotecnología y la bioquímica, las ciencias ambientales y la genética, entre otras disciplinas científicas.

### Cine y televisión
En Carolina del Norte hay estudios de cine ubicados en Shelby, Raleigh, Durham, Charlotte, Asheville, Wilmington y Winston-Salem. Algunas de las más conocidas películas y series de televisión grabadas en el estado son: Los juegos del hambre"', All the Real Girls, Being There, Blue Velvet, Bull Durham, El color púrpura, Cabin Fever, Cape Fear, El cuervo, Dawson's Creek, Dirty dancing, Evil Dead II, The Fugitive, The Green Mile, Hannibal, The Last of the Mohicans, Nell, One Tree Hill, Patch Adams, Shallow Hal, Talladega Nights: The Ballad of Ricky Bobby, 28 días o la creada en 2020 Outer Banks.
La serie de televisión más famosa de Carolina del Norte fue el programa "The Andy Griffith Show", que se emitió en la cadena de televisión CBS desde 1960 hasta 1968. Igualmente, en Carolina del Norte se celebran algunos de los mayores festivales de cine de la región, como el National Black Theatre Festival y el RiverRun International Film Festival en Winston-Salem, así como el Full Frame Documentary Film Festival en Durham.

### Ingresos fiscales
Los tres elementos principales del sistema de impuestos sobre la propiedad en Carolina del Norte son: los bienes inmuebles, los automóviles y los bienes personales. Se estima que los impuestos representan el 10,5 % de los ingresos, ocupando el estado el puesto 23.º de los estados del país en cuanto al porcentaje más alto de impuestos pagados (los contribuyentes pagan un promedio de US$ 3.526), justo debajo de la media nacional de 10,6 %. Carolina del Norte está ubicada en el puesto 40.º en la Tax Foundation's State Business Tax Climate Index con los estados vecinos clasificados de la siguiente manera: Tennessee (18.º), Georgia (19.º), Carolina del Sur (26.º) y Virginia (13.º).

## Transporte

### Principales aeropuertos regionales e internacionales
- Aeropuerto Internacional de Charlotte (Charlotte)
- Aeropuerto Regional de Asheville (Asheville)
- Aeropuerto Regional de Fayetteville (Fayetteville)
- Aeropuerto Internacional Piedmont Triad (Greensboro/Winston-Salem/High Point)
- Aeropuerto Pitt-Greenville (Greenville)
- Aeropuerto Moore County (Pinehurst/Southern Pines)
- Aeropuerto Internacional Raleigh-Durham (Raleigh/Durham)
- Aeropuerto Regional Craven County (New Bern)
- Aeropuerto Internacional Wilmington (Wilmington)

### Transporte público

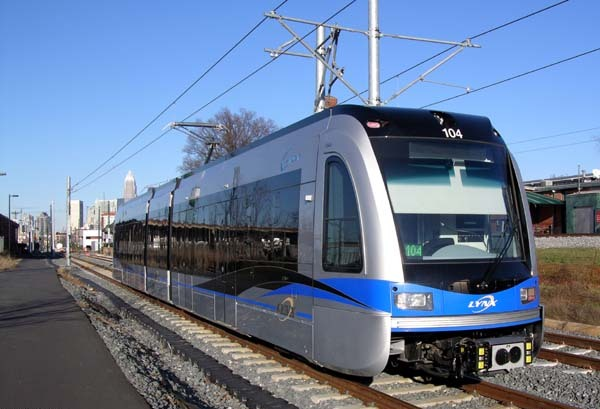
LYNX, el tren ligero de Charlotte.

Varias ciudades están atendidas por sistemas de transporte público. El Charlotte Area Transit System (CATS) opera históricamente tranvías y servicio de autobuses, entre otros, que sirven a Charlotte y su periferia. En 2007 se inauguró la línea de tren ligero LYNX que conecta Charlotte con Pineville.
El Fayetteville Area System of Transit (FAST) está compuesto por diez líneas de autobuses y dos rutas.
En Raleigh, funciona la Capital Area Transit que es un sistema operador de 27 rutas para autobuses. El Triangle Transit Authority opera autobuses que sirven a la región y conectan a los sistemas municipales de autobuses de Durham y Chapel Hill; la ciudad de Raleigh no cumplía las normas federales para construir un tren ligero que uniera la zona céntrica de Raleigh y Durham. El Durham Area Transit Authority (DATA) es un sistema de autobuses que funciona dentro de Durham. El DATA opera autobuses que sirven a la región y conectan a los sistemas municipales de autobuses de Chapel Hill y Raleigh.
Greensboro cuenta con los servicios de la Greensboro Transit Authority (GTA), que opera 14 rutas de autobuses. Winston-Salem Transit Authority (WSTA) opera 30 rutas de autobús cerca de la ciudad de Winston-Salem. Piedmont Authority for Regional Transportation (PART) es la organización regional de 10 condados con el objetivo de mejorar todas las formas de transporte a través de la cooperación regional. PART Express Bus ofrece servicios de transporte a cada una de las principales ciudades que abarcan el Piedmont Triad International Airport. PART es también la que administra y desarrolla varios estudios de servicio ferroviario que incluyen entre otros al ferrocarril interurbano. Wilmington's Wave Transit opera seis líneas de autobuses dentro de la ciudad, entre otros transportes.

### Principales carreteras
El Sistema de Carreteras de Carolina del Norte está compuesto por una amplia Red de Autopistas Interestatales, una Red de Carreteras Federales y las carreteras del estado. Carolina del Norte es el segundo estado con la red de carreteras más grande de los Estados Unidos. Las principales carreteras son:
| - Interestatal 26 - Interestatal 40 - Interestatal 73 - Interestatal 74 - Interestatal 77 | - Interestatal 85 - Interestatal 95 - U.S. Highway 1 - U.S. Highway 17 - U.S. Highway 64 | - U.S. Highway 70 - U.S. Highway 74 - U.S. Highway 52 - U.S. Highway 421 - U.S. Highway 401 |

## Deporte

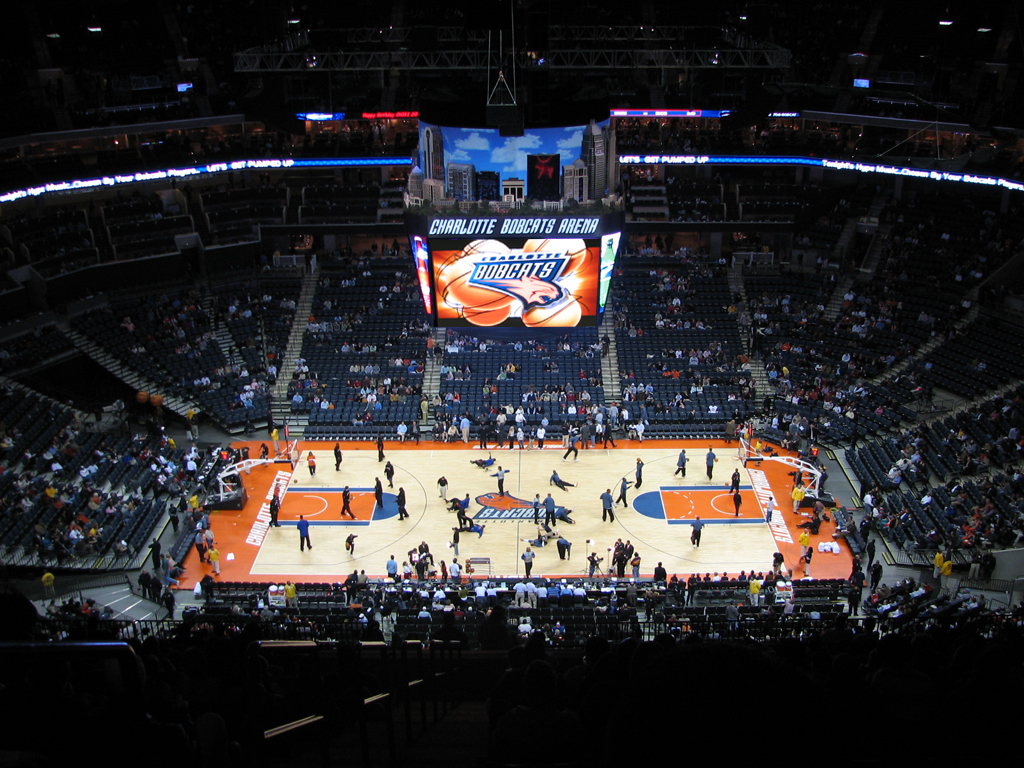
Un partido de la NBA, en el que los Charlotte Bobcats (hoy, nuevamente Charlotte Hornets) juegan como locales en el Charlotte Bobcats Arena (hoy, Spectrum Center.

A pesar de contar con más de ocho millones de personas, la población de Carolina del Norte, que se extiende a lo largo de tres grandes áreas metropolitanas, no fue un lugar de atracción para las principales ligas profesionales hasta finales de los años 1980. El primer equipo que se fundó para competir en las ligas profesionales fueron los Charlotte Hornets, que comenzaron a jugar en la NBA en la temporada 1987-88. El equipo dejó la ciudad en 2002, y ésta pasó a ser representada en 2004 por los Charlotte Bobcats, que disputa sus partidos como locales en el Charlotte Bobcats Arena. En el estado han nacido o se han criado varios de los mejores jugadores de la NBA, como Michael Jordan, James Worthy, Stephen Curry, John Wall o Chris Paul.
Carolina del Norte no tiene un equipo en las Grandes Ligas de Béisbol a pesar de los numerosos esfuerzos para atraer a un equipo (incluido el 2006 cuando intentaron atraer al Florida Marlins).
Los Carolina Hurricanes juegan en la Liga Nacional de Hockey desde 1997, con sede en Raleigh. El equipo ganó la Copa Stanley. Los Hurricanes son el primer equipo de Carolina del Norte en ganar un campeonato a nivel profesional.
La Liga Nacional de Fútbol americano (NFL) está representada desde 1993 por los Carolina Panthers, que juegan sus partidos como locales en el Bank of America Stadium de Charlotte. En Carolina del Norte jugaban algunos equipos ya desaparecidos de la AFL, como los Charlotte Rage, que estuvieron activos desde 1992 hasta 1996, y los Carolina Cobras, que jugaron desde 2000 hasta 2004.
Los Carolina RailHawks Football Club son un equipo profesional de fútbol de la USL First Division, la división por debajo de la Major League Soccer, disputando su primera temporada en 2007. Juega sus partidos en el WakeMed Soccer Park en Cary. La National Indoor Football League (NIFL) está representado por los Fayetteville Guard que juegan como locales en el Crown Coliseum.
En cuanto a deporte universitario, los North Carolina Tar Heels y el NC State Wolfpack han logrado varios títulos de fútbol americano de la Atlantic Coast Conference. Dichos equipos y los Duke Blue Devils también han logrado múltiples títulos nacionales de baloncesto.
Carolina del Norte tiene un fuerte vínculo con NASCAR; ubicada en Concord está el Charlotte Motor Speedway, donde la alberga dos carreras oficiales de la Copa NASCAR (una de ellas es las 600 Millas de Charlotte) más la Carrera de las Estrellas de la NASCAR cada año. Los óvalos de Rockingham Speedway y North Wilkesboro también fueron sede de carreras de la Copa NASCAR.
Además, la gran mayoría de los equipos de NASCAR tienen su base de operaciones en el estado de Georgia, entre ellos Hendrick Motorsports, Roush Fenway Racing, Richard Petty Motorsports, y Stewart-Haas Racing. Dos norcarolinos, Dale Earnhardt y Richard Petty son los pilotos que más títulos que lograron en la Copa NASCAR.
La NASCAR recientemente comenzó la construcción del Salón de la Fama de NASCAR, que abrió sus puertas a fines de 2008 en el centro de Charlotte.
En Pinehurst se disputaron el Abierto de los Estados Unidos, el Campeonato de la PGA y la Copa Ryder. El PGA Tour tiene dos torneos anuales en Greensboro y Quail Hollow.